# フェリックス・ワインガルトナー
パウル・フェリックス・ワインガルトナー・エードラー・フォン・ミュンツベルク（ドイツ語: Paul Felix Weingartner, Edler von Münzberg, 1863年6月2日：ザーラ（オーストリア帝国領ダルマチア。現・クロアチア） - 1942年5月7日：ヴィンタートゥール）は、指揮者・作曲家。ヴァインガルトナー・エードラー・フォン・ミュンツベルク家
はニーダーエスターライヒ出身で1820年にフランツ一世から貴族の称号（Edlen von Münzberg、「鋳貨山の貴人」）を賜った家系。

## 生涯
4歳の時に父親の死去により、一家とともにグラーツに移る。グラーツ時代から音楽の勉強を始め、音楽評論家エドゥアルト・ハンスリックの知己を得て、1881年にハンスリックの推薦でライプツィヒ大学に入学。初めは哲学を専攻するが、程なく音楽に身を投じグラーツ、ライプツィヒ、ヴァイマルの各音楽院で学んだ。ヴァイマルではフランツ・リストの弟子となった。1882年にはリストの推挙を受け、彼の作品を上演する機会に恵まれたが、安定した生活を求めて作曲家から指揮者に転じた。
1885年にケーニヒスベルク、次いでダンツィヒ、ハンブルクの各歌劇場の指揮者となる。1889年にマンハイム国民劇場のホーフカペルマイスター、1891年にはベルリン宮廷歌劇場（現、ベルリン国立歌劇場）の首席指揮者となり、1898年まで務めた。1908年にはグスタフ・マーラーの後任としてウィーン宮廷歌劇場（現、ウィーン国立歌劇場）とウィーン・フィルハーモニー管弦楽団（当時は常任指揮者制）の音楽監督に就任した。その間1906年に「古典交響曲の演奏の為の助言 1. ベートーヴェン」(Ratschläge für Aufführungen klassischer Symphonien. Band I, Beethoven, 日本語版題名は『ある指揮者の提言 ベートーヴェン交響曲の解釈』)を出版する。歌劇場の方は3年で辞任（後に1934年-1936年のシーズン音楽監督に復帰している）したが、ウィーン・フィルの常任は1922年まで続いた。途中、1919年にはウィーン・フォルクスオーパーの音楽監督も兼ねた。
ウィーン・フィルハーモニー管弦楽団とは海外ツアーを何度か行い、第一次世界大戦中はスイスを、戦後はチェコスロヴァキアを、そして1922年には南米大陸を訪れた。特に南米ツアーは財政的にも成功したため、オーケストラは1923年にも再び招待されたが、1922年のツアーで周囲とのトラブルを引き起こしたワインガルトナーはその際招待されず、ワインガルトナーのライバルと目されていたリヒャルト・シュトラウスが指揮者として招かれた。オーケストラはこのツアーを引き受けるべきか否かで分断し、当時の楽団長であったアロイス・マルクルはワインガルトナーを支持し招待を断るべきだとしたが、財政上の理由から結局はツアーを決行することとなり、マルクルは辞任した。なお、このツアーにおいては想定したほどの収益は上がらず、さらにはオーケストラのメンバー3名がツアー中に死去してしまった。
その結果、1927年にワインガルトナーはウィーン・フィルハーモニー管弦楽団に対して「今シーズンの終わりにはコンサート指揮者の地位を降りてバーゼルに移住し、当地の音楽学校の校長及び指揮者となる」と宣言した。この宣言の背景には、リヒャルト・シュトラウスが大きな影響力を持つなかウィーンフィルが登場したザルツブルク音楽祭に、指揮者として招待されなかった怒り、及びウィーンフィル自身がワインガルトナーを呼ぶよう努力しなかったことに対する失望、そしてブルーノ・ワルターやエーリヒ・クライバーなどの新人指揮者が、ウィーンフィルと共に大規模なドイツ演奏旅行を行う中、ワインガルトナーとは1926年にドイツ3都市とプラハ、ブダペストのみを巡る小規模なツアーしか行われなかったことがあるとされる。
ただ、のちにウィーンフィルとも和解し、指揮をするようになったほか、ザルツブルク音楽祭にも出演するようになった。
1934年から1936年にはザルツブルク音楽祭にも出演した。また、1898年以降イギリスのオーケストラにしばしば客演し、南北アメリカにも単身渡米での客演やウィーン・フィルとのツアーで訪れている。
1937年に朝日新聞と日墺協会の招聘で、4度目の夫人（3度目とする書物もある）で指揮の弟子でもあったカルメン・シュトゥーダーとともに来日。5月31日に日比谷公会堂で行われた演奏会では、夫婦で新交響楽団（現在のNHK交響楽団）を指揮した。当時、カルメンは世界で唯一の女性指揮者とされており「レオノーレ序曲第三番」を指揮している。ナチス・ドイツの勢力拡大とともにパリに逃れ、第二次世界大戦勃発直前にロンドンへ向かい、最後はウィーン辞任後定住していたスイスに戻り、1942年5月7日にヴィンタートゥールの病院で亡くなった。
弟子にはハンス・スワロフスキー、ヨーゼフ・クリップス、シクステン・エッケルベリ、クルト・ヴェス、ゲオルク・ティントナーらがいる。

## レコーディング

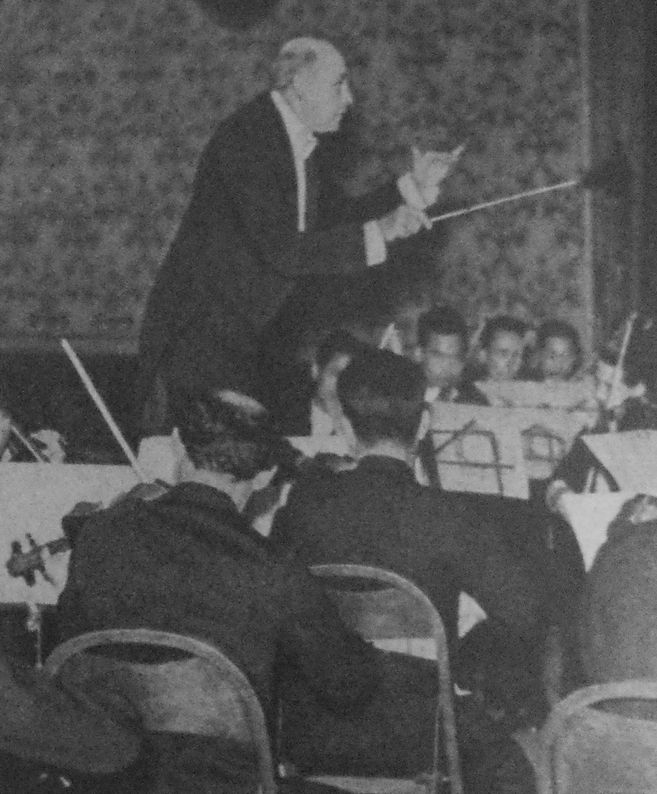
1937年の訪日時

ワインガルトナーの初レコーディングは、1910年に自作の歌曲を、3番目の夫人（諸説ある）でもあるメゾ・ソプラノ歌手ルシール・マルセルの共演を得て録音したのが最初である。1923年にはオーケストラを指揮してのレコーディングを開始。以後、ワインガルトナーの残した録音は、米コロムビアに残した若干数を省くとすべてEMI（英コロムビア時代も含める）からのリリースである。1999年に、新星堂と東芝EMIの企画で、ワインガルトナーのEMI録音をすべて網羅した24枚組のCDセットを販売した他、現在では、代表的な録音がナクソス・ヒストリカルやオーパス蔵から異なる趣向の音質でもリリースされている。
- バッハ
管弦楽組曲第3番（1939年）
- ヘンデル
合奏協奏曲Op.6-5（1939年、ロンドン・フィルハーモニー管弦楽団）
合奏協奏曲Op.6-6（1939年、ロンドン・フィルハーモニー管弦楽団）
オペラ『アルチーナ』抜粋（1939年）
- ボッケリーニ
ボッケリーニのメヌエット（1931年）
- ハイドン（当時。レオポルト・モーツァルト説を経て、現在はエトムント・アンゲラーが真の作曲者とされる）
おもちゃの交響曲（1931年4月7日、ブリティッシュ交響楽団）
- モーツァルト
交響曲第39番（1923年、1928年、1940年）
『アイネ・クライネ・ナハトムジーク』
- ベートーヴェン
交響曲全集
第1番（1937年10月19日、ウィーン・フィル）
第2番（1938年3月2日、ロンドン交響楽団）
第3番（1936年5月22日・23日、ウィーン・フィル）
第4番（1933年11月13日・14日、ロンドン・フィル）
第5番（1932年3月17日・18日、ブリティッシュ交響楽団）
他に1924年、1927年、1930年にもレコーディングをしている
第6番（1927年1月18日・19日、（旧）ロイヤル・フィル）
第7番（1936年2月24日 - 26日、ウィーン・フィル）
他に1923年、1927年にもレコーディングをしている
第8番（1936年2月26日、ウィーン・フィル）
他に1923年にもレコーディングをしている
第9番（1935年2月2日 - 4日、ウィーン・フィル）
いわゆる「ワインガルトナー版」と呼ばれる校訂版であり、弦をはじめ一部のパートのオクターブを高く移動したり、作曲当時の楽器の性能による制限にとらわれず高音部においても動機を自然な形で再現するなど、後の時代の演奏にも影響を与えたが、20世紀終盤からはベートーヴェンのオリジナルが尊重される傾向が強まっている。
他に1926年にも英国でレコーディングをしている。1926年盤は歌詞が英語で歌われている。
『ハンマークラヴィーア』管弦楽編曲版（1930年3月26日 - 31日、（旧）ロイヤル・フィル）
三重協奏曲（Vn:リカルド・オドノポソフ、Vc:ステファン・オーベル、Pf:アンヘリカ・モラレス、1937年10月20日・21日、ウィーン・フィル）
ピアノ協奏曲第3番（1939年6月10日、Pf:マルグリット・ロン、パリ音楽院管弦楽団）
『プロメテウスの創造物』序曲（1933年11月14日、ロンドン・フィル）
『エグモント』序曲（1937年10月19日、ウィーン・フィル）
『エグモント』間奏曲第2番、"クレールヒェンの死"（1938年10月7日、ロンドン・フィル）
『フィデリオ』序曲（1938年10月7日、ロンドン・フィル）
『献堂式』序曲（1938年10月7日、ロンドン・フィル）
『アテネの廃墟』序曲（1940年2月29日、ロンドン響。ワインガルトナー最後のレコーディング）
11のウィーン舞曲WoO.17（ベートーヴェンの真作かどうか疑わしい）（1938年10月7日・8日。ロンドン・フィル）
- ブラームス
交響曲全集
第1番
第2番
第3番
第4番
大学祝典序曲（1940年2月29日、ロンドン響）
ハイドンの主題による変奏曲
- シューベルト
『ロザムンデ』間奏曲第3番（1928年5月3日、バーゼル管弦楽団）
- ベルリオーズ
幻想交響曲（1925年）
オペラ『トロイ人』トロイ人の行進（1939年）
- リスト
ピアノ協奏曲第1番、第2番（1938年、Pf:エミール・フォン・ザウアー、パリ音楽院管）
『前奏曲』
- ウェーバー
『魔弾の射手』序曲（1927年。1931年、パリ交響楽団。映像）
- メンデルスゾーン
交響曲第3番
- ワーグナー
『神々の黄昏』より「ジークフリートのラインの旅」、「ジークフリートの葬送行進曲」（パリ音楽院管）
- シュトラウス・ファミリー（ヨハン・シュトラウス2世、ヨーゼフ・シュトラウス）
ワルツ『春の声』（1931年4月8日、ブリティッシュ響）
ワルツ『千夜一夜物語』（1931年4月8日、ブリティッシュ響）
『無窮動』（1929年5月3日、バーゼル管）
『ピツィカート・ポルカ』（1929年5月3日、バーゼル管）
ワルツ『酒、女、歌』（1929年5月3日、バーゼル管。1939年7月22日、パリ音楽院管）
ワルツ『美しく青きドナウ』（1927年1月28日・1月30日、（旧）ロイヤル・フィル）
ワルツ『天体の音楽』（1930年4月1日、（旧）ロイヤル・フィル）

## 作曲家としてのワインガルトナー
7曲の交響曲や管弦楽曲、いくつかのオペラ、室内楽などが残され、交響曲や管弦楽曲、室内楽曲には録音も存在する。師であったライネッケや、曲を演奏会で積極的に取り上げたブラームスの影響を多分に受け、時代からすれば比較的明快な和声と堅固な構成に支配された作品が多数を占める。現在録音されたワインガルトナーの作品のうち主だったものはバーゼル交響楽団をマルコ・レトーニャが指揮しcpoレーベルに録音した交響曲、管弦楽曲集である。この一連の録音によって、少しずつではあるが作曲家としての再評価がなされている。なお下記のように来日以前からに日本を題材とした作品も書かれている。

## ワインガルトナー賞
1937年の来日を通じ、日本の作曲家を世界に紹介する目的でワインガルトナー賞を設立することが決定。1939年1月までにワインガルトナー自ら応募作品の審査を行い、優等賞5人（尾高尚忠、秋吉元作、早坂文雄、呉泰次郎、大木正夫）と一等賞5人（松本民之助、田辺茂、安部幸明、江藤輝、松本頼則）、二等賞9人（露木次男、山田和夫、江文也、斎藤多計雄、大高平一、大川八郎、小島和夫、大築邦雄、萩原利次、市川都志春）の作品が見出されている。受賞者の中には、後に大成する作曲家も含まれた。表彰時には第一回とされていたが、直後に第二次世界大戦が始まり、第二回が開催されることは無かった。

## 主な作品

### 作曲
オペラ
- 『シャクンタラ』作品9（1884）
- 『マラウィカとアグニミトラ』作品10（1886）
- 『ジェネシス』作品14（1892）
- 『カインとアーベル』作品54（1914）
- 『小人夫人』作品57（1916）
- 『寺子屋』作品64（1920）
- 『親方アンドレア』作品66（1919）
- 『背教者』作品72

交響曲
- 第1番ト長調　作品23 (1898)
- 第2番変ホ長調　作品29 (1901)
- 第3番ホ長調　作品49 『オルガン付き』 (1908-1910)
- 第4番ヘ長調　作品61 (1917)
- 第5番ハ短調　作品71 (1926)
- 第6番『悲劇的、1828年11月19日を偲んで』ロ短調　作品74（第2楽章はシューベルトの『未完成』の第3楽章のスケッチを下敷きにしたもの）(1929)
- 第7番ハ長調　作品87 (1935-7)

室内楽
- ヴァイオリンとピアノのためのソナタ第1番ニ長調 作品42-1
- ヴァイオリンとピアノのためのソナタ第2番嬰ヘ短調 作品42-2
- 折りふしの綴り―ピアノのための8つの小さな叙情的描写 作品4

その他
- 歌曲集『日本の歌』作品45 (1908)[10]
- 『フジヤマ』（山部赤人の和歌による）
- 歌曲『羊飼いの日曜日の歌』
- 歌曲『春の幻影』
- 交響詩『リア王』

### 編曲
- ベートーヴェン：『ハンマークラヴィーア』
- ベートーヴェン：『大フーガ』Op.133
- ウェーバー：『舞踏への招待』
- シューベルト：交響曲ホ長調D 729
- シューベルト：『夜と夢』

## 著作
- Ratschläge für Aufführungen klassischer Symphonien. Band I, Beethoven 1906（「古典交響曲の演奏の為の助言 1. ベートーヴェン」：日本語版『ある指揮者の提言　ベートーヴェン交響曲の解釈』（糸賀英憲訳）音楽之友社、1965年。）
- Ratschläge für Aufführungen klassischer Symphonien, Band II, Schubert und Schumann 1918[11]（「古典交響曲の演奏の為の助言 2. シューベルトとシューマン」）
- Ratschläge für Aufführungen klassischer Symphonien. Band III: Mozart 1923[12]（「古典交響曲の演奏の為の助言 3. モーツァルト」）
- 『闘争の一生  ワインガルトナア自伝』（大田黒元雄訳）第一書房、1940年。